# Bisschopsmolen (Etten-Leur)
De Bisschopsmolen is een stellingmolen in Etten. De molen had tot 1959 de functie van korenmolen.
De Bisschopsmolen werd in 1744 gebouwd voor de bisschop van Antwerpen en was de opvolger van drie eeuwenoude standerdmolens. Tussen 1561 en 1795 viel Etten-Leur onder het bisdom Antwerpen. Door de molen had de bisschop een vaste bron van inkomsten.
In 1959 werd de gemeente Etten en Leur eigenaar van de molen. De molen is na een aantal restauraties nog steeds maalvaardig; op 1 december 2006 werd er weer graan gemalen.